# NSB EL 15
Norges Statsbaner (NSB) beställde 1967 sex stycken sexaxliga ellok av svenska elektroniktillverkaren ASEA i Västerås. Dessa lok gavs littera El 15. Lokserien bygger på en rumänsk loktyp som ASEA och NOHAB byggde två år innan. Loken blev år 1996 övertagna av det LKAB-ägda trafikbolaget Kiruna Malmtrafik AB där de målades ljusblå, år 2004 köptes loken av Hector Rail AB av vilket de användes i EuroShuttle på dess delsträckning Hallsberg - Halden - Hønefoss till dess pappersbruket i Follum lades ned. Hos Hector Rail har loken fått typbeteckningen 161. Sedan dess har det sjätte loket (EL16 2196) tagits ur trafik och används som reservdelar.
År 2019 ställdes loken av efter leveranser av nya lok till Hector Rail och år 2020 såldes loken tillbaka till Norge, nu till det norska företaget Grenland Rail. Loken är nu ommålade i mörkblått och har fått tillbaka littera El 15.